# 安祚永
安祚永（アン・チォヨン、안조영、あん そえい、1979年9月25日 - ）は、大韓民国の囲碁棋士。韓国棋院所属、忠清南道礼山郡出身、九段。圓益杯十段戦優勝、BCカード杯世界囲碁選手権ベスト8など。「半目の帝王」と呼ばれる。独学で囲碁を覚え、新聞の棋譜を並べながら上達したという異色の経歴を持つ。

## 経歴
1993年に世界青少年囲碁選手権大会青年組で優勝、同年入段。1998年五段。2005年6月22日に九段昇段。2006年、江原ランド杯韓国代表として出場し3人抜き。2007年十段戦決勝で白洪淅を2-1で破り初タイトル獲得。2010年BCカード杯で古力らを破りベスト8進出、LG杯でもベスト8。
韓国囲碁棋士ランキングでは2006年8位。

### タイトル歴
- SKガス杯新鋭プロ十傑戦 1997年
- BCカード杯新人王戦 2004年
- 圓益杯十段戦 2007年

### 他の棋歴
国際棋戦
- BCカード杯世界囲碁選手権 ベスト8 2010年（○韓態熙、○古力、×金起用）
- LG杯世界棋王戦 ベスト8 2010年（○彭筌、○古力、×孟泰齢）、ベスト16 2013年
- 三星火災杯世界オープン戦 ベスト16 2000年（○依田紀基、×彦坂直人）
- 中韓新人王対抗戦 2004年 0-2 邱峻
- 江原ランド杯韓中囲碁対抗戦
  - 2006年 3-1（○陳耀燁、○王檄、○羅洗河、×常昊）

国内棋戦
- SKガス杯新鋭プロ十傑戦 3位 1998年
- 最高位戦 挑戦者 1999年
- 名人戦 挑戦者 2002年
- 覇王戦 挑戦者 2002年
- 棋聖戦 挑戦者 2006年
- 電子ランド杯王中王戦白虎部優勝 2006年、白虎部準優勝 2008年
- 韓国囲碁リーグ
  - 2004年（パークランド）4-3
  - 2005年（宝海）4-3
  - 2006年（新星建設）7-7
  - 2007年（ハンゲーム）7-5
  - 2008年（Tブロード）5-7
  - 2009年（Tブロード）6-5
  - 2010年（Tブロード）8-8
  - 2011年（新案天日塩）6-8
  - 2012年（サイバーORO）5-11
  - 2013年（Kixx）6-6
  - 2012年（Tブロード）3-4